# Lockerflockige Traubenbasidie
Die Lockerflockige Traubenbasidie (Botryobasidium conspersum) ist eine Ständerpilzart aus der Familie der Traubenbasidienverwandten (Botryobasidiaceae). Sie bildet resupinate, spinnwebartige Fruchtkörper aus, die auf den Stämmen abgestorbener Laubbäume und Koniferen wachsen. Die Art ist holarktisch und auf den Azoren verbreitet. Die Fruktifikation erfolgt von Frühjahr bis Spätherbst. Die Anamorphe der Art ist unter dem Namen Haplotrichum conspersum bekannt.

## Merkmale

### Makroskopische Merkmale
Die Lockerflockige Traubenbasidie besitzt weißlich-graue, gespinstartige Fruchtkörper, die resupinat (also vollständig anliegend) auf ihrem Substrat wachsen und unter der Lupe leicht netzartig erscheinen.

### Mikroskopische Merkmale
Wie bei allen Traubenbasidien ist die Hyphenstruktur der Lockerflockigen Traubenbasidie monomitisch, besteht also nur aus generativen Hyphen, die sich rechtwinklig verzweigen. Die Basalhyphen sind hyalin, schmal (< 15 µm) und langzellig. Die Subhymenialhyphen sind hyalin, kurzzellig, dünnwandig und cyanophil. Die Art verfügt nicht über Zystiden oder Schnallen. Die meist 6-sporigen Basidien der Art wachsen in Nestern und sind subzylindrisch. Die Sporen sind ellipsoid und keimen in 360 × 11 µm großen Konidiophoren, die mit 14–18 × 10–15 µm großen, innenseitig fein ornamentierten Konidien besetzt sind. Oft findet sich nur das imperfekte Stadium ohne Basidien oder Stadien mit Basidien und Konidiophoren.

## Verbreitung
Die Lockerflockigen Traubenbasidie ist holarktisch-kontinental und auf den Azoren verbreitet.

## Ökologie
Die Lockerflockige Traubenbasidie ist ein Saprobiont, der Totholz von Laubbäumen und Koniferen in der Finalphase der Vermorschung besiedelt. Die Fruchtkörper sind auf herabgefallenen Ästen und auf entrindetem Stämmen zu finden, wo sie bei feuchter Witterung im Frühling und Spätherbst erschienen. Wirte sind unter anderem Prunus-Arten, Eichen (Quercus spp.) und Rot-Buchen (Fagus sylvatica) zu finden.